# Ostreopsis

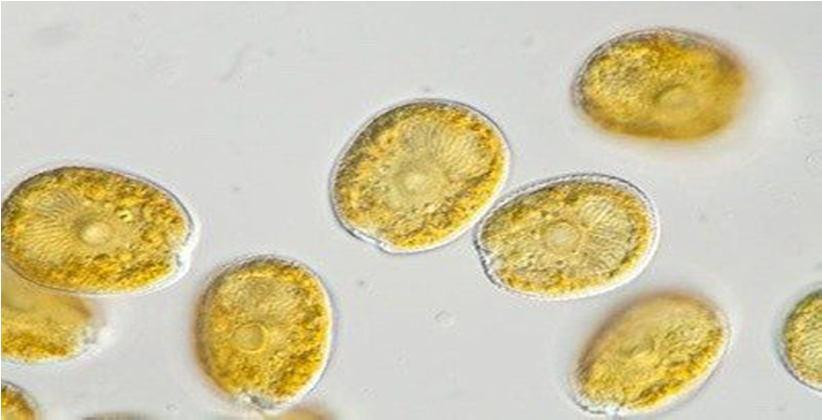
LM-Aufnahme: Zellen von Ostreopsis sp. aus einem Meeresaquarium

Ostreopsis ist eine Gattung freilebender Dinoflagellaten, die in marinen Umgebungen vorkommen.
Einige Arten sind benthisch und leben in größerer Tiefe der Ozeane. Die planktonischen Arten der Gattung sind für die giftigen Algenblüten (englisch harmful algal blooms, HABs) bekannt, die sie verursachen können und die die Gesundheit von Mensch und Tier gefährden.
Typusart der Gattung ist Ostreopsis siamensis.

## Verbreitung und Habitat
Ostreopsis-Arten wurden in vielen Meeresgebieten der Welt gefunden.
Beispielsweise wurde O. siamensis im Plankton gefunden, andere Arten sind dagegen in benthischen Lebensräumen zu finden.
Die bisher einzigen im Mittelmeer nachgewiesenen Arten sind O. ovata und O. siamensis.
Am auffälligsten werden Vertreter der Gattung, wenn sie in gemäßigten Meeren im Sommer Algenblüten verursachen, ein Ereignis, das seit Beginn des 21. Jahrhunderts immer häufiger auftritt.
Eine Blüte im Jahr 2006 vor Sant Andreu de Llavaneres  im Nordosten Spaniens wurde beschrieben als eine auffällige, dicke, bräunliche Schleimschicht, die benthische Makroalgen (Seetang) bedeckt.

## Toxine
Unter bestimmten Bedingungen können Dinoflagellaten sehr zahlreich werden und Algenblüten verursachen.
Diese können einerseits die Sauerstoffkonzentration des Meerwassers senken und die Kiemen von filtrierenden Organismen verstopfen.
Einige dieser Dinoflagellaten produzieren andererseits zudem giftige Chemikalien. Wenn diese von den Tieren beim Fressen aufgenommen werden, können der Fischerei wirtschaftliche Schäden zugefügt und die öffentliche Gesundheit gefährdet werden.
Unter den Ostreopsis-Arten erzeugen einige den gefäßverengenden Stoff Palytoxin, eine der giftigsten bekannten Substanzen unter den Nicht-Proteinen.
Palytoxin wurde erstmals aus Palythoa toxica, einer Krustenanemone (Zoanthidea, Zoantharia) isoliert und erwies sich als ein ungewöhnlich langkettiges Toxin vom Polyether-Typ.
Heute wird vermutet, dass diese Substanz nicht von den Krustenanemonen selbst, sondern von symbiotischen Dinoflagellaten produziert wird. Es ist auch möglich, dass Bakterien an der Übertragung beteiligt sind.
Insbesondere in Ländern unmittelbar nördlich des Mittelmeers, insbesondere in Spanien, Italien und Griechenland wurden Ostreopsis-Arten mit Krankheitsausbrüchen in Verbindung gebracht. An der ligurischen Küste Italiens (Italienische Riviera) erkrankten im Sommer 2005 zahlreiche Menschen nach Strandbesuchen; etwa 200 Personen benötigten ärztliche Hilfe. Zu den Symptomen gehörten Nasenausfluss (Rhinorrhoe), Fieber, Husten und leichte Atemprobleme, teilweise aber auch Bindehautentzündung (Konjunktivitis).
Diese Symptome sind nachweislich auf Aerosole zurückzuführen, die die Dinoflagellaten und ihre Toxine enthalten, wenn sie vom Wind von der Wasseroberfläche weggepeitscht an Land getragen werden. Dieses Phänomen stellt somit eine Gefahr für die öffentliche Gesundheit dieser Regionen dar.
In einem anderen Fall kam es 2004 in Neuseeland zu einem Massensterben des Seeigels Evechinus chloroticus (englisch auch kina genannt), das mit einer Blüte von O. siamensis in Verbindung gebracht wurde (in diesem Fall gab es jedoch keine menschlichen Opfer).

## Systematik
Die äußere Systematik der Gattung Ostreopsis ist problematisch. In der hier übernommenen Taxonomie des National Center for Biotechnology Information (NCBI) gehört sie zur Familie Ostreopsidaceae innerhalb der Ordnung Peridiniales.
In der AlgaeBase und dem World Register of Marine Species (WoRMS) wird sie dagegen in einer Unterfamilie Ostreopsidoideae der Familie Pyrocystaceae innerhalb der Ordnung Gonyaulacales gesehen.
Als J. Schmidt 1901 erstmals die Gattung Ostreopsis aufstellte, beschrieb er die Typusart O. siamensis aus dem Phytoplankton im Golf von Thailand.
Die ursprüngliche Zeichnung von Schmidt wies jedoch Anomalien bzw. Mängel auf, daher wurde O. siamensis 1981 von Y. Fukuyo neu beschrieben.
Gleichzeitig führte Fukuyo zwei neue Arten ein, O. lenticularis und O. ovata.
Die folgende Artenliste hat den Stand 6. Oktober 2024:
Gattung Ostreopsis J. Schmidt, 1901(N) bzw. Johs. Schmidt, 1901(A,W)
- Ostreopsis belizeana M. A. Faust, 1999(A.W)
- Ostreopsis caribbeana M. A. Faust, 1999(A,W)
- Ostreopsis fattorussoi Accoroni, Romagnoli & Totti, 2016(A,N,W)
- Ostreopsis heptagona D. R. Norris, J. W. Bomber & Balech, 1985(A,N,W)
- Ostreopsis labens M. A. Faust & S. L. Morton, 1995(A,N)
- Ostreopsis lenticularis Y. Fukuyo, 1981(A,N,W)[17][16]
- Ostreopsis marina M. A. Faust, 1999(A,W)
- Ostreopsis mascarenensis J. P. Quod, 1994(A,N,W)
- Ostreopsis ovata Y. Fukuyo, 1981(A,N,W)[16], Ostreopsis cf. ovata[18]
- Ostreopsis rhodesiae corr. Verma, Hoppenrath & S. A. Murray, 2016(A,N,W) [Ostreopsis rhodesae Verma, Hoppenrath & S. A. Murray, 2016(N,W)]
- Ostreopsis siamensis Johs. Schmidt, 1901(A,N,W)[18] [Ostreopsis sp. 6 NCh-2020(N)] (Typusart(A,W))
- Ostreopsis tairoto Verma, Hoppenrath, K. F. Smith, Rhodes & A. Murray, 2023(A,N,W)[19]
- Ostreopsis sp. 9 [Ostreopsis cf. siamensis][18], Ostreopsis sp. 9 OSCM1[20]

Verschiebungen…

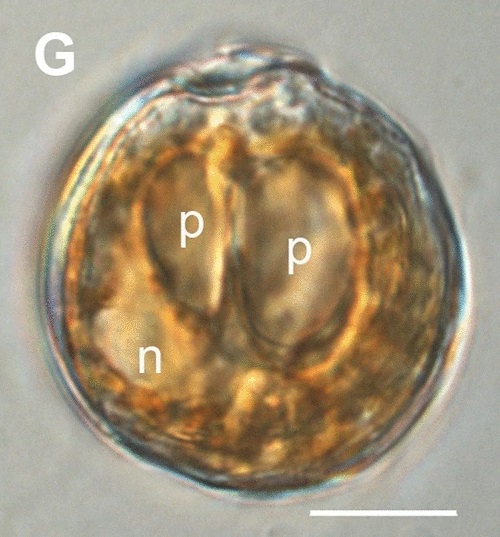
LM-Aufnahme von Coolia malayensis – eine andere Art der Zielgattung; n: Zellkern, p: zwei Pusulen, Balken: 10 µm

…zur Gattung Coolia (ebenfalls in der Familie Ostreopsidaceae):
- Ostreopsis monotis (Meunier) Lindemann, 1928 ⇒ Coolia monotis Meunier, 1919(A,W)

Quellen:
(A)W– AlgaeBase
(N)W– Taxonomie des National Center for Biotechnology Information (NCBI)
(W)A– World Register of Marine Species (WoRMS)

## Bildergalerie
Für weitere Bilder bitte auf die untenstehenden klicken bzw. tippen. Referenz: Verma et al. (2023)

Ostreopsis lenticularis
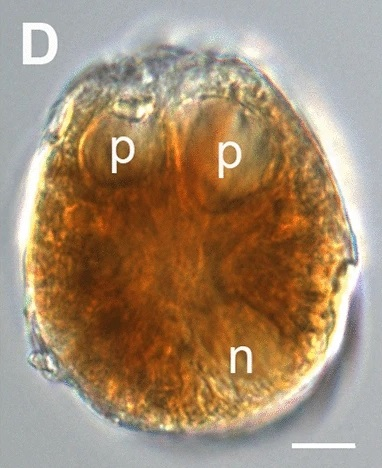
LM-Aufnahme von O. lenticularis (Stamm C202). n: Zellkern, p: zwei Pusulen,[21] Balken: 10 µm
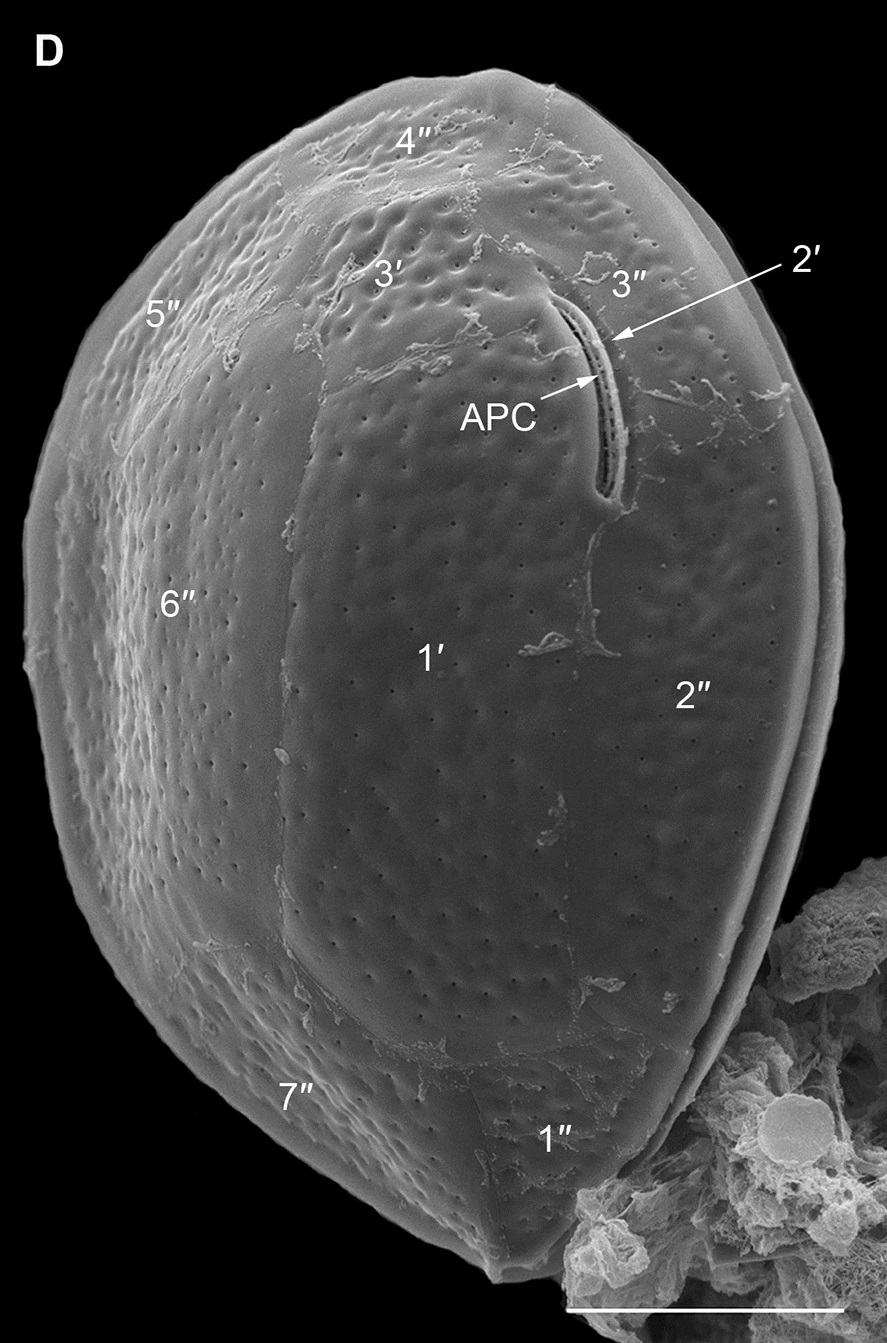
Die REM-Aufnahme von O. lenticularis zeigt den „apikalen Porenkomplex“ (APC) und die Thecalplatten (Nummern); Balken: 20 µm
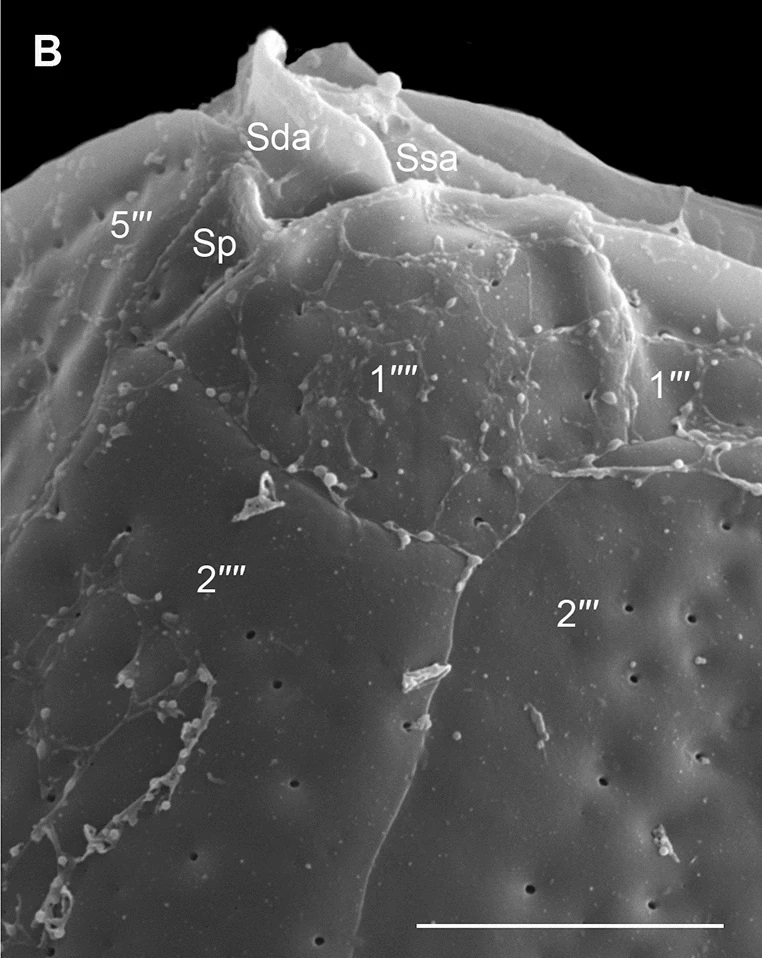
REM-Aufnahme von O. lenticularis: Detail des ventralen Bereichs mit drei Sulcusplatten: hintere (Sp), der vordere rechte (Sda) und vordere linke (Ssa); Balken: 10 µm
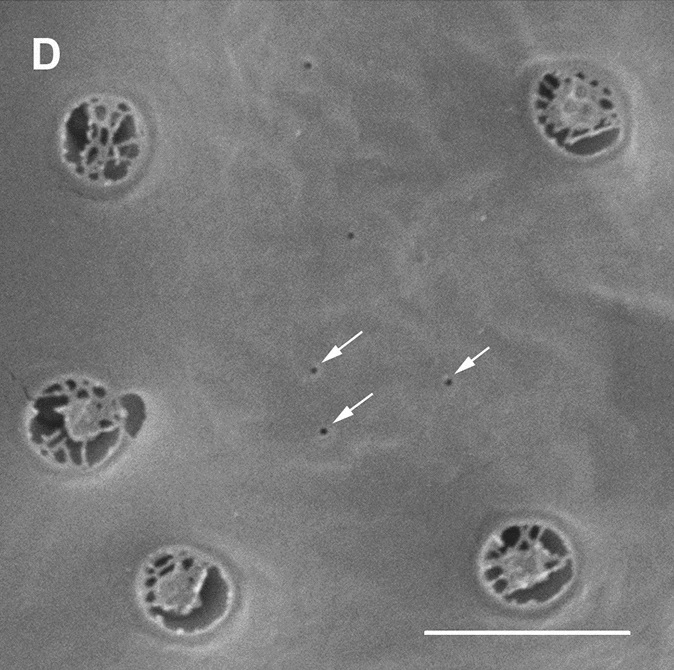
REM-Aufnahme von O. lenticularis (Stamm C202): Thecalporen, Innenansicht: unregelmäßige große & sehr kleine Poren (kleine Pfeile); mittelgroße Poren fehlen hier;[17] Balken: 2 µm

Ostreopsis tairoto
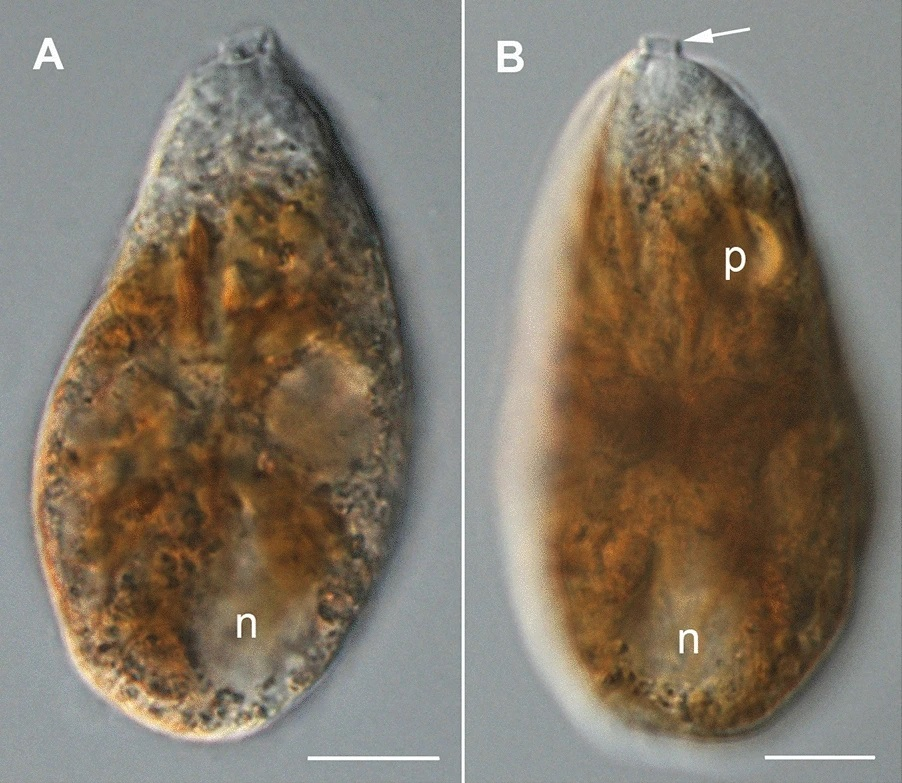
LM-Aufnahmen lebender Zellen von O. tairoto (Stamm O1C6). Balken: 10 µm
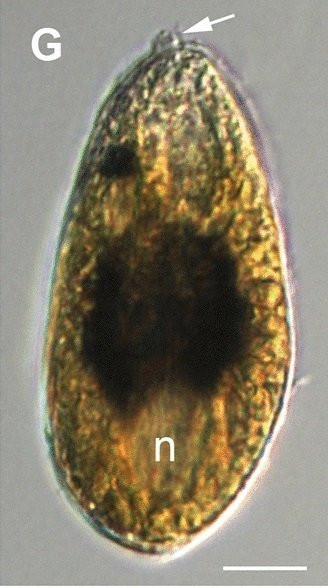
LM-Aufnahme einer mit Lugol fixierten Zelle von O. tairoto (Stamm O1C6). n: Zellkern, Balken: 10 µm
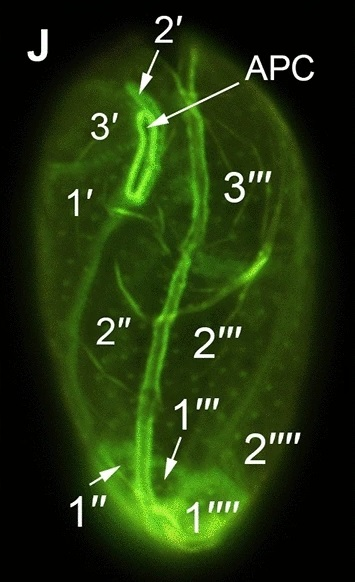
Fluoreszenzmikroskopie-Aufnahme einer Zelle von O. tairoto (Stamm O1C6). Färbung mit Solophenyl-Flavin,[22] Balken: 10 µm
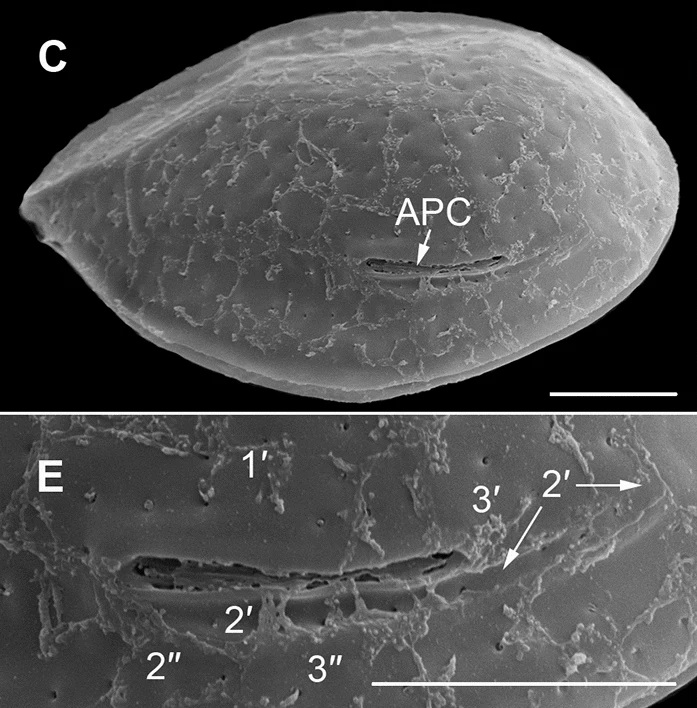
Die REM-Aufnahmen von O. tairoto zeigen den „apikalen Porenkomplex“ (APC, oben) und die Thecalplatten (Nummern, unten); beide Balken: 10 µm

Ostreopsis sp. 9 OSCM1
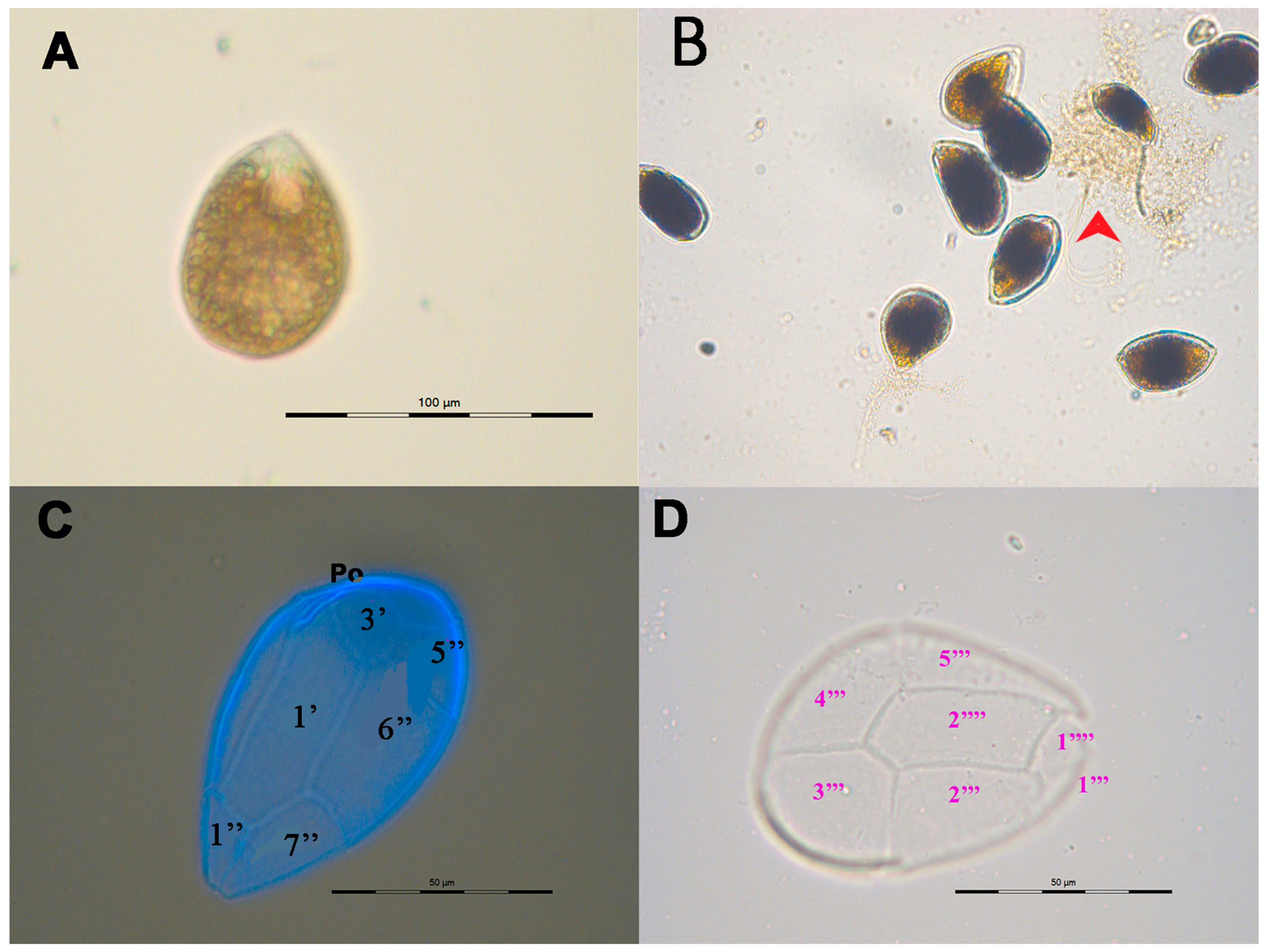
Vegetative Zellen von O. sp. 9 OSCM17, LM%-Aufnahmen (A,B) und Schemazeichnungen

Ostreopsis cf. ovata (Biskaya)
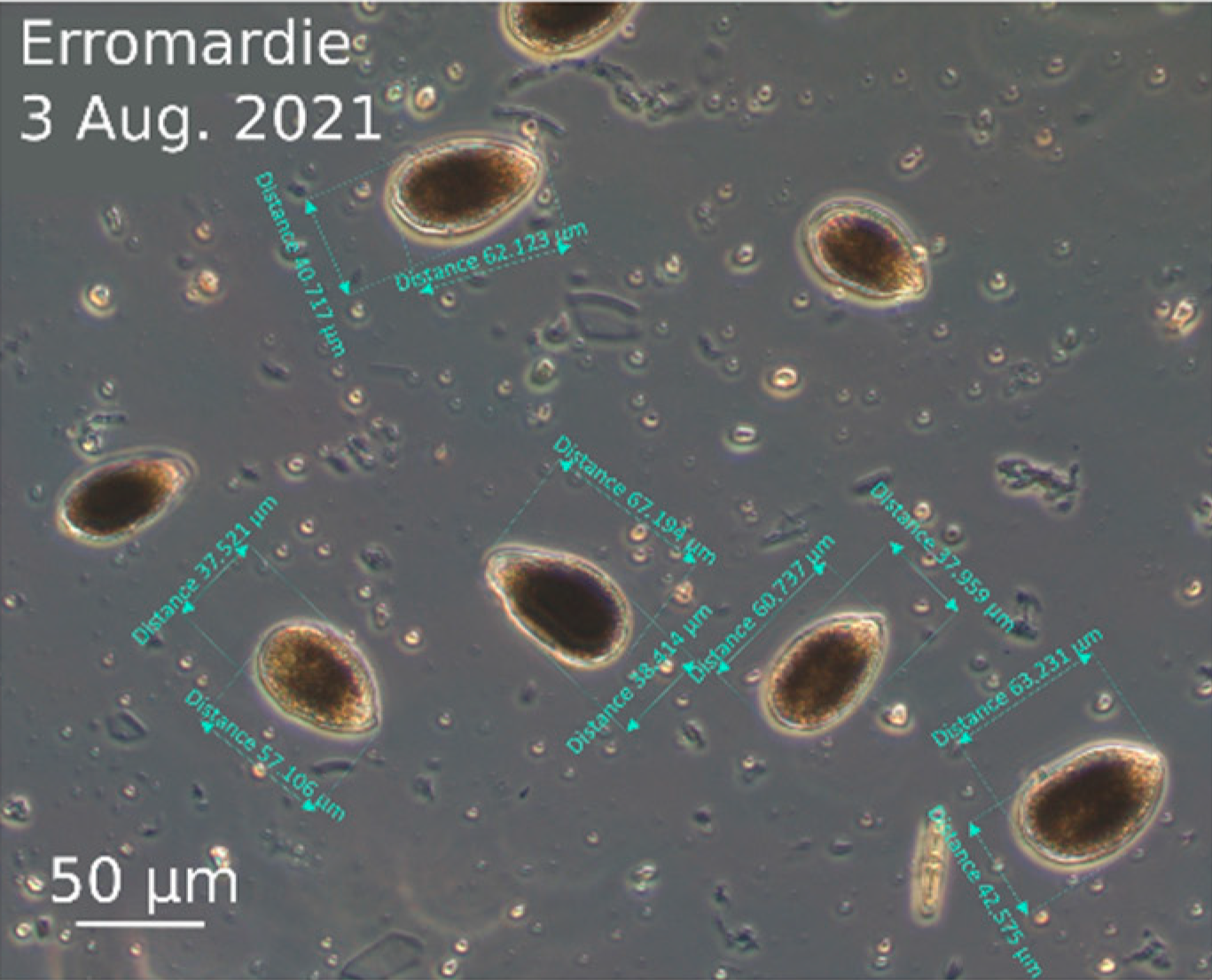
LM-Aufnahme einer Probe von der Blüte am Erromardie-Strand zw. Guéthary und Saint-Jean-de-Luz (August 2021).
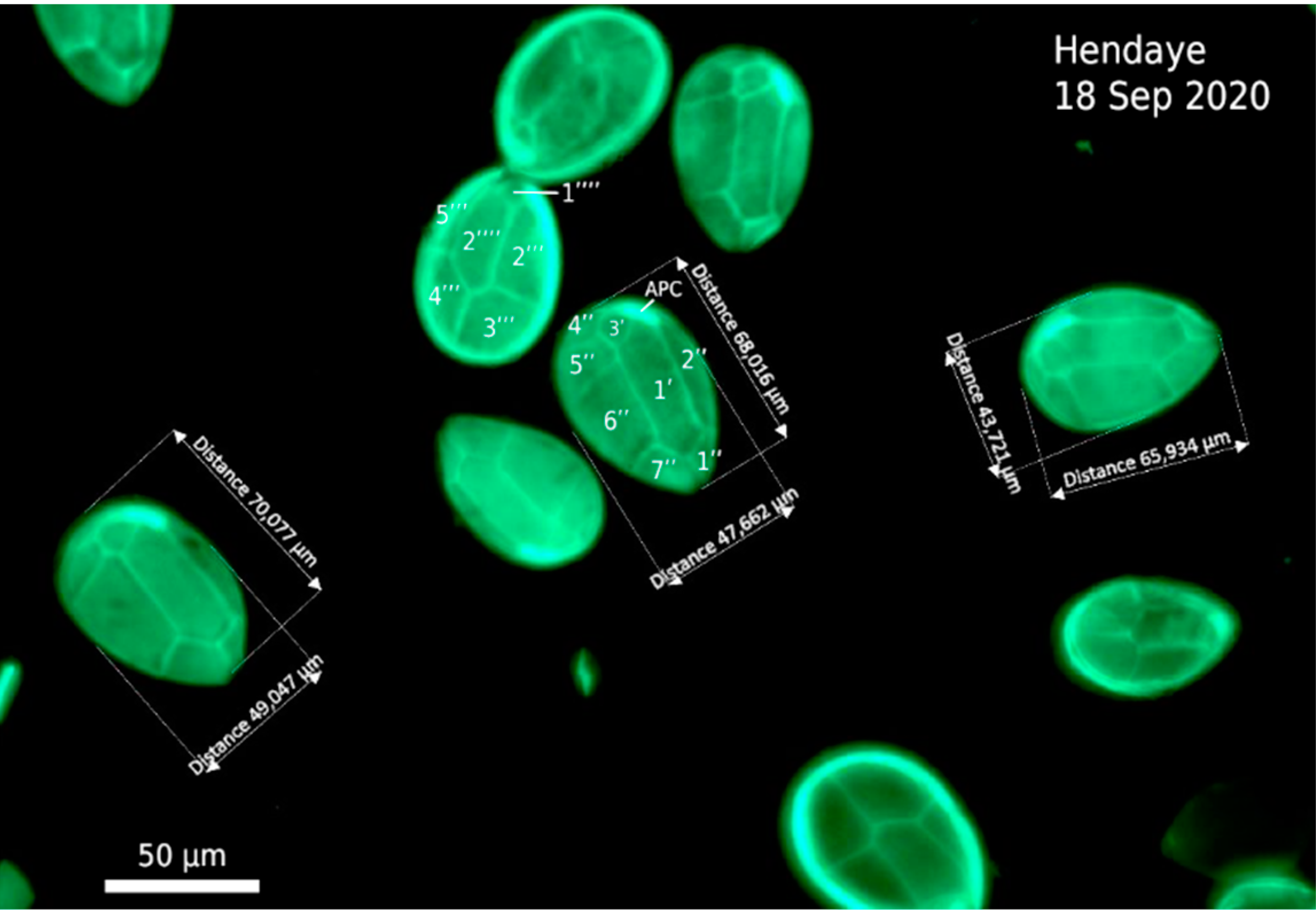
Epifluoreszenzmikroskopie-Aufnahme einer Probe von Hendaye (September 2020).

Ostreopsis spp. (Kampanien)
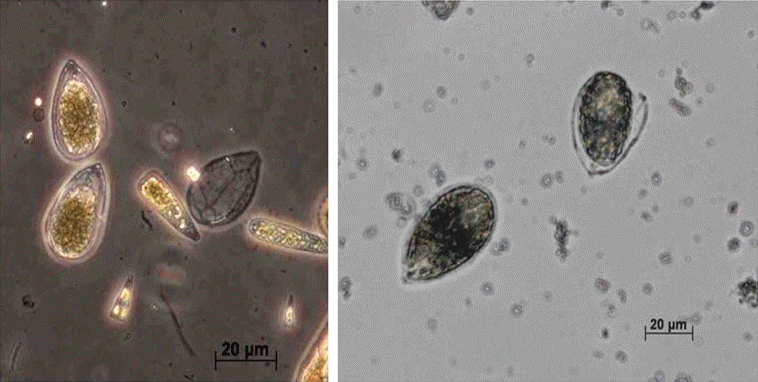
LM-Aufnahmen von Proben der Küste von Kampanien, Westitalien (2016), O. cf. /ovata